# Hans-Joachim Boehm

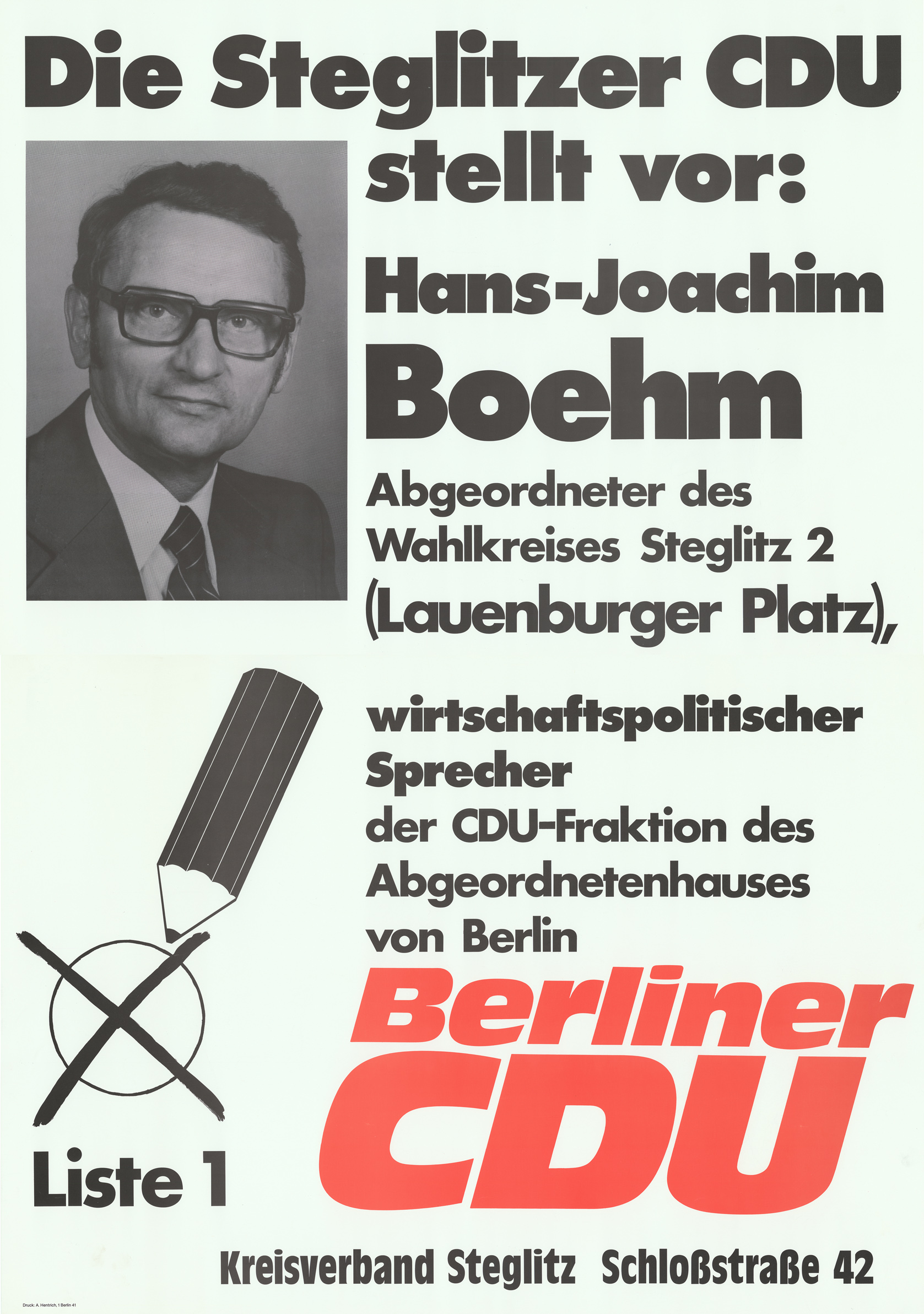
Hans-Joachim Boehm (Wahlplakat der CDU Steglitz 1979)

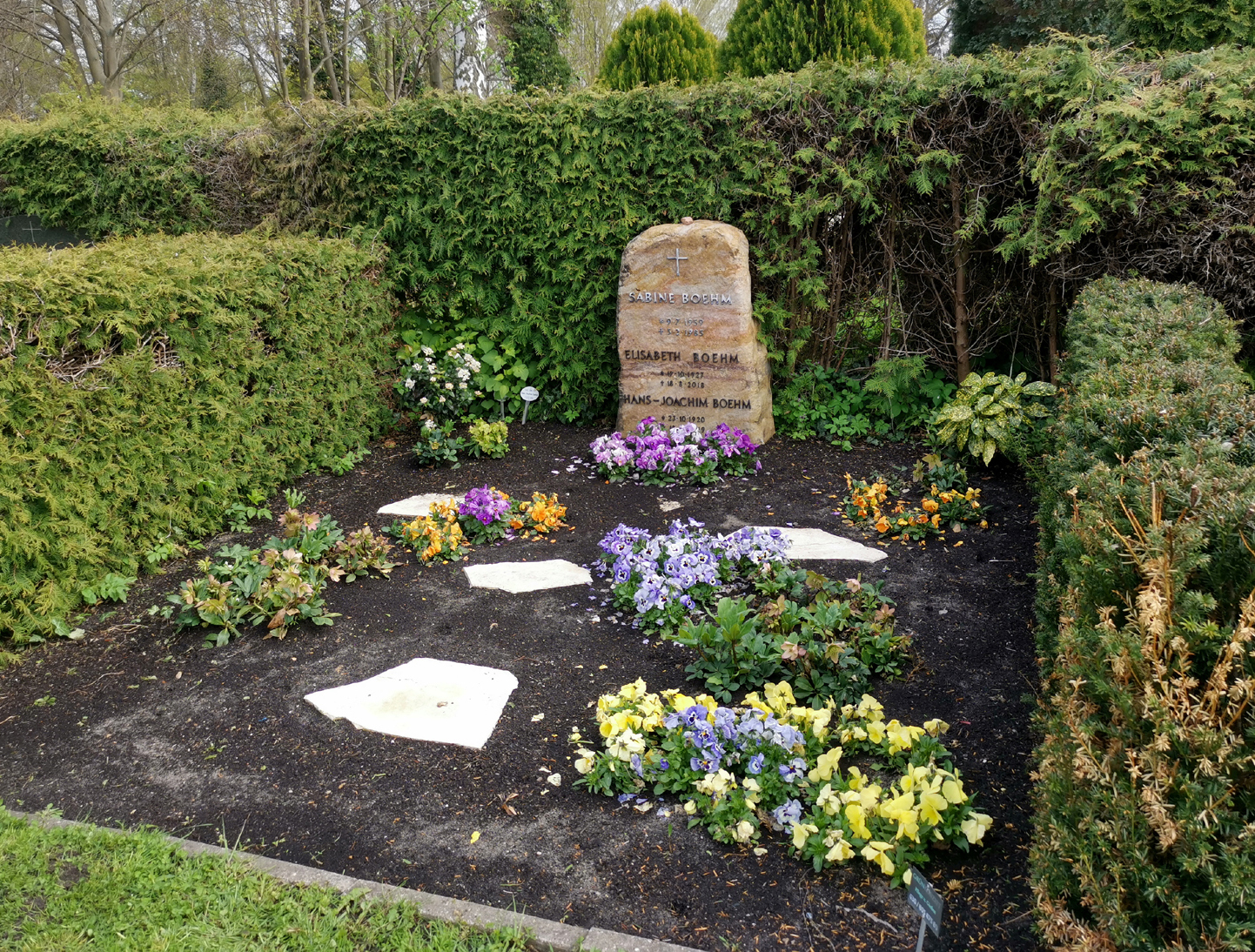
Familiengrab auf dem Alten Friedhof Wannsee

Hans-Joachim Boehm (* 23. Oktober 1920 in Berlin; † 12. Oktober 2019 ebenda) war ein deutscher Politiker (CDU).
Hans-Joachim Boehm besuchte ein Gymnasium und machte eine kaufmännische Lehre. Er wurde zunächst in den Reichsarbeitsdienst und später in die Wehrmacht eingezogen. Nach dem Zweiten Weltkrieg trat er 1946 der CDU bei. Er machte 1947 das Abitur und studierte anschließend an der Freien Universität Berlin Volkswirtschaft. Während seines Studiums war Boehm 1949 Landesvorsitzender der Jungen Union Berlin und 1951 Vorsitzender des Allgemeinen Studierendenausschusses (AStA) der Freien Universität. Er schloss das Studium als Diplom-Volkswirt ab.
Boehm wurde 1955 persönlicher Referent des Senator für Finanzen Friedrich Haas (CDU). Nach der Berliner Wahl 1958 wurde er 1959 von der Bezirksverordnetenversammlung im Bezirk Steglitz zum Bezirksstadtrat für Finanzen gewählt. Von 1962 bis 1963 war er Senatsdirektor beim Senator für Bundesangelegenheiten Klaus Schütz (SPD). Bei der Wahl 1967 wurde Boehm in das Abgeordnetenhaus von Berlin gewählt, dem er bis 1985 angehörte.
1990 wurde Boehm als Stadtältester von Berlin geehrt.